# 90377 Sedna
För andra betydelser, se Sedna.
Sedna (symbol: ) är en dvärgplanet i Kuiperbältet, uppkallad efter inuiternas vattengudinna Sedna. Sedna ligger i Kuiperbältet, 13 miljarder kilometer från jorden, omkring tre gånger så långt borta som Neptunus.

## Upptäckt
Sedna upptäcktes av astronomerna Michael Brown, Chad Trujillo och David Rabinowitz den 14 november 2003, med hjälp av Samuel Oschin-teleskopet utanför San Diego i Kalifornien. Upptäckten gjordes med hjälp av Yales 160-megapixels Palomar Quest-kamera och observerades några dagar senare med teleskop i Chile, Spanien samt i USA (Arizona och Hawaii). Spitzerteleskopet riktades också mot Sedna, men man fann den inte, vilket är en stark indikation på att storleken är ungefär tre fjärdedelar av Plutos.
Samma forskargrupp upptäckte tidigare dvärgplaneten Quaoar och senare Eris.

## Omloppsbana och rotation

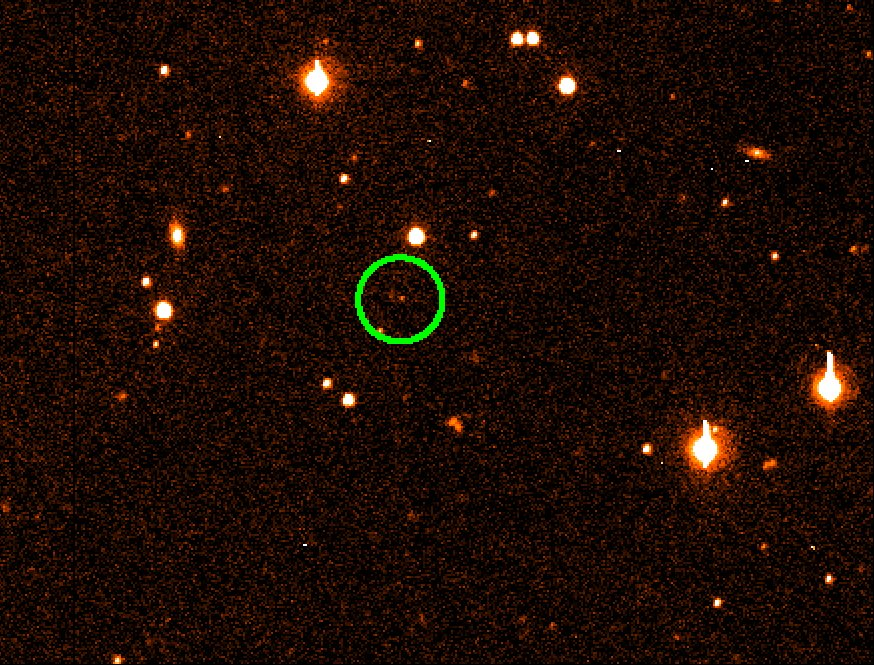
Sedna ligger i den gröna cirkeln i bilden.

Sedna har starkt elliptisk omloppsbana och vid perihelium är avståndet till solen 76,21 AU, medan avståndet i aphelium är  901 AU. När Sedna upptäcktes närmade den sig perihelium på 90 AU från solen. Sedna var det mest avlägsna objekt i solsystemet som hade observerats. Eris aphelium ligger på 97 AU:s avstånd. Det finns kända kometer som numera befinner sig längre bort än Sedna, men de är för svaga för att kunna observeras. Det tar ungefär 10 800 år för Sedna att kretsa ett varv kring solen. Sedna kommer att nå perihelium år 2075 eller 2076.
En studie gjord av Hal Levison och Alessandro Morbidelli vid Observatoire de la Côte d'Azur (OCA) i Nice, Frankrike, har föreslagit att den mest trovärdiga förklaringen till Sednas mycket avlånga omloppsbana är att den har blivit störd av en stjärna som passerade nära (~800AU) Sedna. Denna stjärna kan vara av de stjärnor som bildades av samma kollapsande nebulosa som solen. Ett scenario som anses mindre trovärdigt, men som kan förklara Sednas bana, är att Sedna bildades runt en brun dvärg med ungefär en tjugondel av solens massa och att solen fångade upp planeten när den bruna dvärgen passerade genom solsystemet.
En annan möjlig förklaring involverar en hypotetisk avlägsen ”planet” (en himlakropp i planetstorlek i det inre Oorts kometmoln). Simuleringar visar att Sednas banegenskaper kan förklaras genom en störning av ett objekt av Neptunus massa på ett avstånd av 2 000 AU (eller mindre), ett objekt av Jupiters massa på ett avstånd av 5 000 AU eller även ett jordliknande objekt på ett avstånd av 1 000 AU.
Ett annat objekt, 2000 CR105, har en bana liknande Sednas, men lite mindre extrem – periheliumet är vid 45 AU och dess aphelium är vid 415 AU – och med en omloppstid på 3 420 år. Denna omloppsbana kan ha kommit till på ungefär samma sätt som Sednas.
När Sedna upptäcktes trodde man att den hade en ovanligt lång rotationstid (20 till 50 dygn). Man började leta efter en måne, som troddes orsaka den långa rotationstiden, men undersökningar med hjälp av Hubbleteleskopet i mars 2004 visade ingen måne. Nya observationer från MMT Observatory visar att Sedna har en betydligt kortare rotationstid, endast runt 10 timmar, vilket är typiskt för himlakroppar i denna storlek.

## Fysiska egenskaper

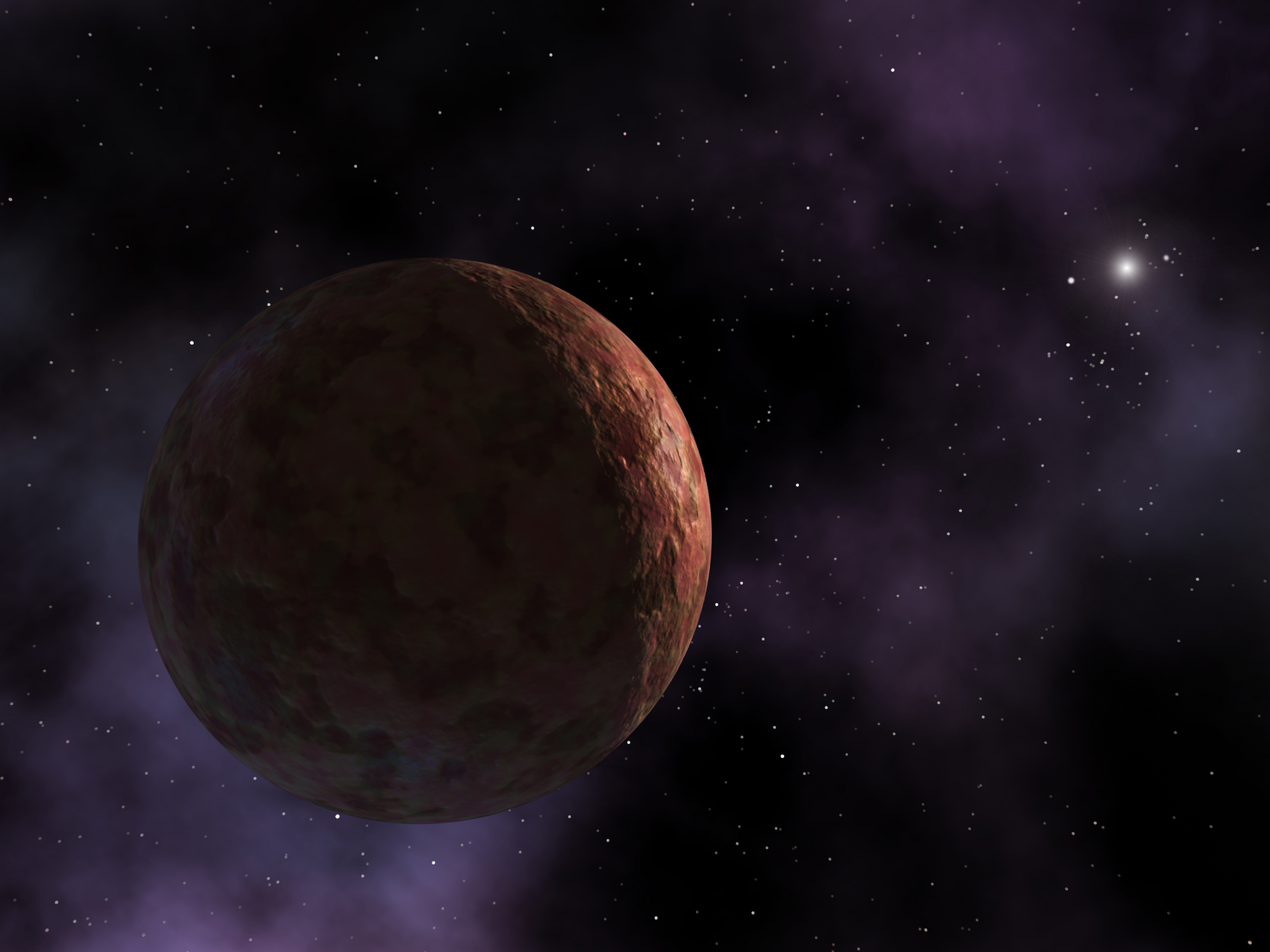
Konstnärs rendering av Sedna.

Konstnärs föreställning av hur Solsystemets inre delar skulle se ut från Sedna.

Sednas diameter uppskattas till mellan 1 180 och 1 800 kilometer. Vid tidpunkten för dess upptäckt var Sedna den största himlakropp man funnit i solsystemet sedan Pluto upptäcktes 1930. Nu anses allmänt att Sedna är det fjärde största objekt man funnit i Kuiperbältet, efter Eris, Pluto samt Makemake. Sedna befinner sig så långt ifrån solen att dess temperatur aldrig överstiger 23 K (−250 °C).
Observationer från Chile visar att Sedna är ett av de rödaste objekten i solsystemet, nästan lika röd som Mars. Olikt Pluto och Charon, så ser det ut att förekomma mycket lite is eller frusen metan på Sednas yta. Chad Trujillo och hans kollegor på Geminiteleskopet i Hawaii tror att Sednas röda färg beror på en blandning av kolväte eller tholin, likt det som finns på 5145 Pholus. Hela Sednas yta är likartad i färg och spektrum, vilket troligen beror på att Sedna inte träffats av andra himlakroppar så ofta. Om Sedna skulle ha blivit träffad under de senaste årmiljonerna så borde Sedna ha sett ut ungefär som 8405 Asbolus.

## Planetstatus och namn

Bilden visar Sednas bana för och ger en god uppfattning om solsystemets layout. Medurs från övre vänster: Systemets inre, de yttre planeterna och Kuiperbältet, Sednas bana och Oorts kometmoln.

De som upptäckte Sedna menade att Sedna var det första observerade objekt som tillhör Oorts kometmoln, och hävdade att objektet befinner sig för långt ut för att vara ett objekt i Kuiperbältet. Eftersom det ligger mycket närmare solen än vad ett objekt i Oorts kometmoln skulle göra, och den har en inklination ungefär likt planeterna och Kuiperbältet, beskriver de denna planetoid som ett objekt som befinner sig i det inre Oorts kometmoln. Det finns dock personer som tror på grund av dess inklination och storlek bör klassificeras som ett objekt i Kuiperbältet. 
Upptäckten har aktualiserat frågan om vilka objekt som bör klassificeras som planeter, och vilka som inte bör bli det. Den 15 mars 2005 rapporterade nyhetsmedier att ”den tionde planeten har upptäckts” och att den ska tillhöra planetskaran (liksom vid upptäckten av Ceres 1801). Sednas upptäckare (liksom många andra) vill kalla den en planetoid, men om man permanent klassificerar Sedna som en planetoid, följer en diskussion om hur Pluto med dess liknande storlek ska klassificeras. Isaac Asimov har föreslagit att termen mesoplanet skulle användas till objekt som ligger i storlek mellan Merkurius och Ceres, vilket skulle inkludera både Pluto och Sedna.
Vid ett stormigt möte i augusti 2006 beslöt IAU att klassificera dem som dvärgplaneter, vilket alltså degraderade Pluto från planeternas skara.